# امبرائر آر-۹۹
امبرائر آر-۹۹ (به پرتغالی: Embraer R-99) نام اختصاص داده شده توسط نیروی هوایی برزیل (اف‌ای‌بی) به امبرائر ئی‌آرجِی-۱۴۵اس می‌باشد. گونه‌های مختلف از این هواپیما برای ماموریت‌های ویژه توسعه یافته است، از جمله ئی-۹۹ به عنوان سامانه کنترل و هشدار زودهنگام هوابرد (آواکس)، آر-۹۹ برای کاربری سنجش از دور و پی-۹۹ برای ماموریت‌های  گشت دریایی.
توسعه آر-۹۹ در طول دهه۱۹۹۰ در پاسخ به نیاز نیروی هوایی برزیل برای یک پلت فرم سامانه کنترل و هشدار زودهنگام هوابرد (آواکس) و همچنین برای بازار صادرات آغاز شد. بدنه هواپیما بر اساس جت منطقه ای غیرنظامی ئی‌آرجِی ۱۴۵ ساخته شده و با تجهیزات ویژه برای ایفای مأموریت تخصصی مورد نظر اصلاح شده است. هواپیمای اصلی داری پیشرانه یک جفت موتور توربوفن رولز-رویس ای‌ئی ۳۰۰۷ است. پیشرانه نسخه‌های نظامی ۲۰ درصد نیروی رانش بیشتری نسبت به نسخه غیرنظامی تولید می‌نماید.
پرواز اولیه آر-۹۹ در سال ۱۹۹۹ به انجام رسید. این هواپیما دو سال بعد وارد خدمات عملیاتی در نیروی هوایی برزیل شد.
مشتریان صادراتی برای این نوع عبارتند از نیروی هوایی یونان، نیروی هوایی مکزیک و نیروی هوایی هند. برخی از مشتریان ترجیح داده‌اند که تنها بدنه هواپیما را خریداری نموده و به‌طور جداگانه آن را با تحهیزات الکترونیکی مورد نطر خود تجهیز نمایند. این هواپیما در واکنش به رویدادهای مختلف، از جمله بحران گروگان‌گیری راه درخشان، سقوط پرواز شماره ۴۴۷ ایر فرانس، مداخله نظامی در لیبی (۲۰۱۱)، و برنامه سیستم نظارت آمازون (به پرتغالی: Sistema de Vigilância da Amazônia (SIVAM)) مورد استفاده قرار گرفتند. در طی دهه ۲۰۱۰، نیروی هوایی برزیل تصمیم گرفت تا ناوگان آر-۹۹ خود را روزآمد نماید، نه تنها عمر سرویس آن را افزایش داد، بلکه به آن قابلیت‌های جدیدی مانند برد راداری موثرتر و امکانات پیوند داده (به انگلیسی: Data link) رابه این هواپیما داد. امبرائر گونه‌های جدیدی از این هواپیما را پیشنهاد کرده است، مانند پی-۹۹ برای جنگ ضدزیردریایی، که می‌تواند هم از اژدر و هم موشک‌های ضد کشتی استفاده نماید.

## کاربران
برزیل
- نیروی هوایی برزیل – ۵ فروند ئی-۹۹ (در حال روز آمدن شدن به گونه ئی-۹۹ام)،[۲][۳][۴][۵] ۳ فروند آر-۹۹. در ۲۷ نوامبر ۲۰۲۰ (اف‌ای‌بی)، اولین فروند از هواپیماهای ئی-۹۹ام را در طی مراسمی که در تأسیسات امبرائر درگاویائو پِی‌شوتو (به پرتغالی: Gavião Peixoto) (ایالت سائو پائولو، برزیل) تحویل گرفت.[۶]

 یونان
- نیروی هوایی یونان – ۴ فروند ئی‌ام‌بی-۱۴۵-اچ (نام اختصاص داده شده در نیروی هوایی یونان Erieye EMB-145H AEW&C)

 مکزیک
- نیروی هوایی مکزیک – ۱ فروند ئی‌ام‌بی-۱۴۵-اس‌ای (نام اختصاص داده شده در نیروی هوایی مکزیک EMB-145AEW&C)، ۲ فروند ئی‌ام‌بی-۱۴۵-ام‌پی.[۷][۸][۹]

 هند
- نیروی هوایی هند – فقط پلت فرم، ۳ فروند ئی‌ام‌بی-۱۴۵-آی برای نصب رادار AESA و تجهیزات جانبی آن که به صورت محلی در هند توسعه یافته است، تطبیق داده شده است.[۱۰] که با نام DRDO Netra AEW&CS در حال خدمت می‌باشند، ۱۲ فروند دیگر از این نوع هواپیما در برنامه است.

## نگارخانه

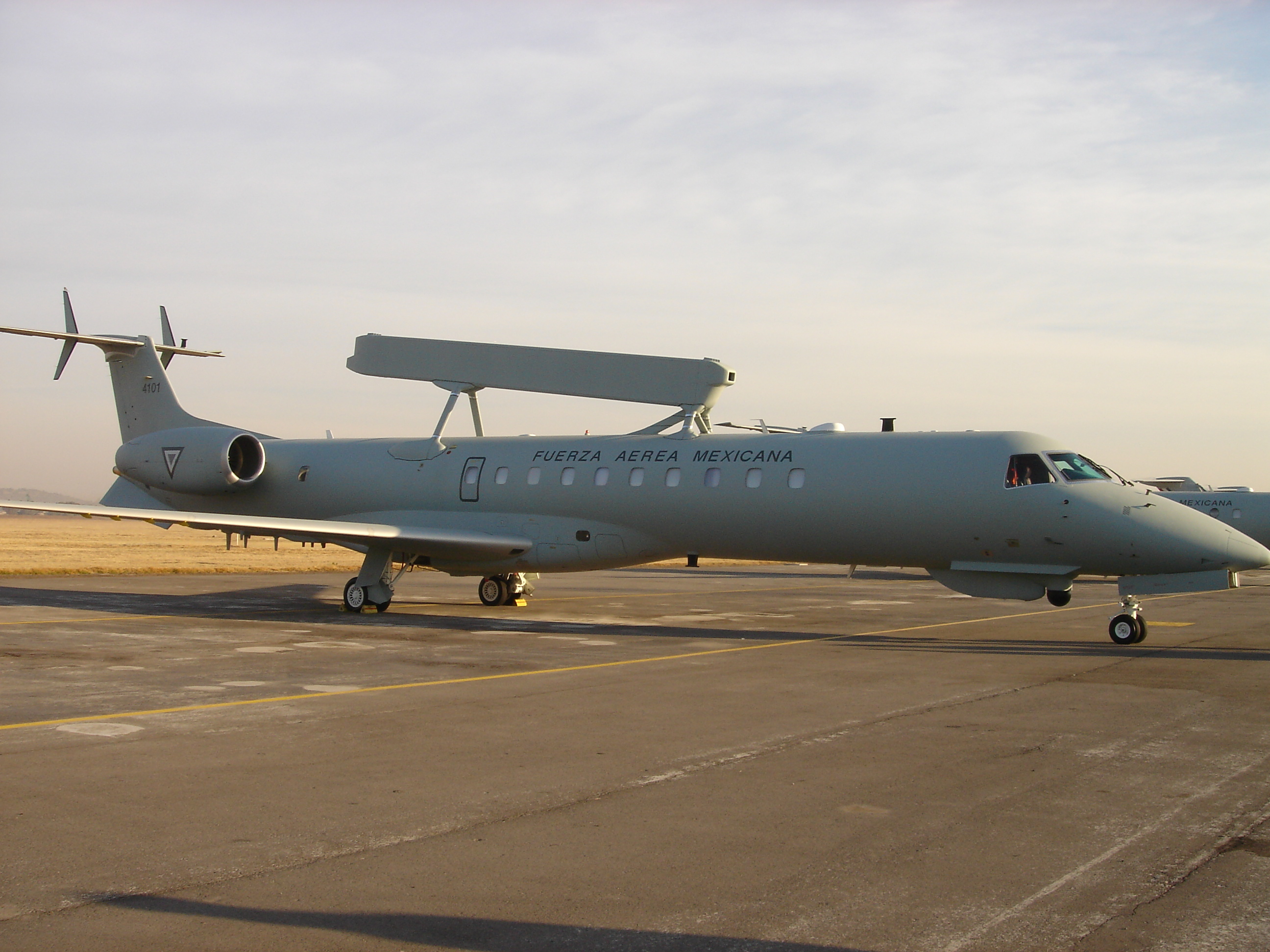
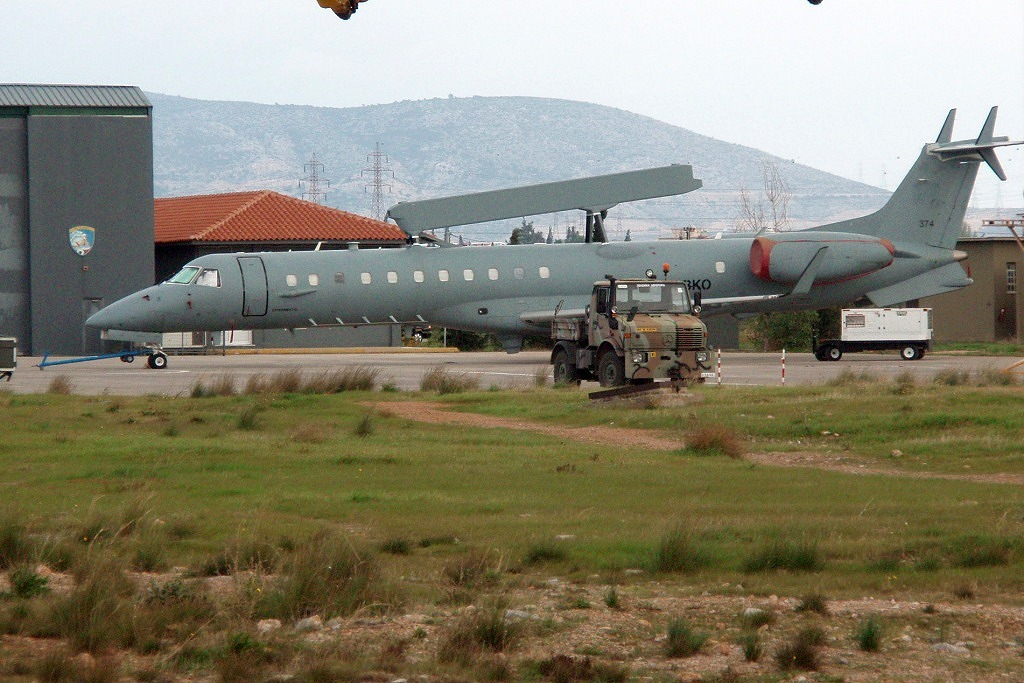
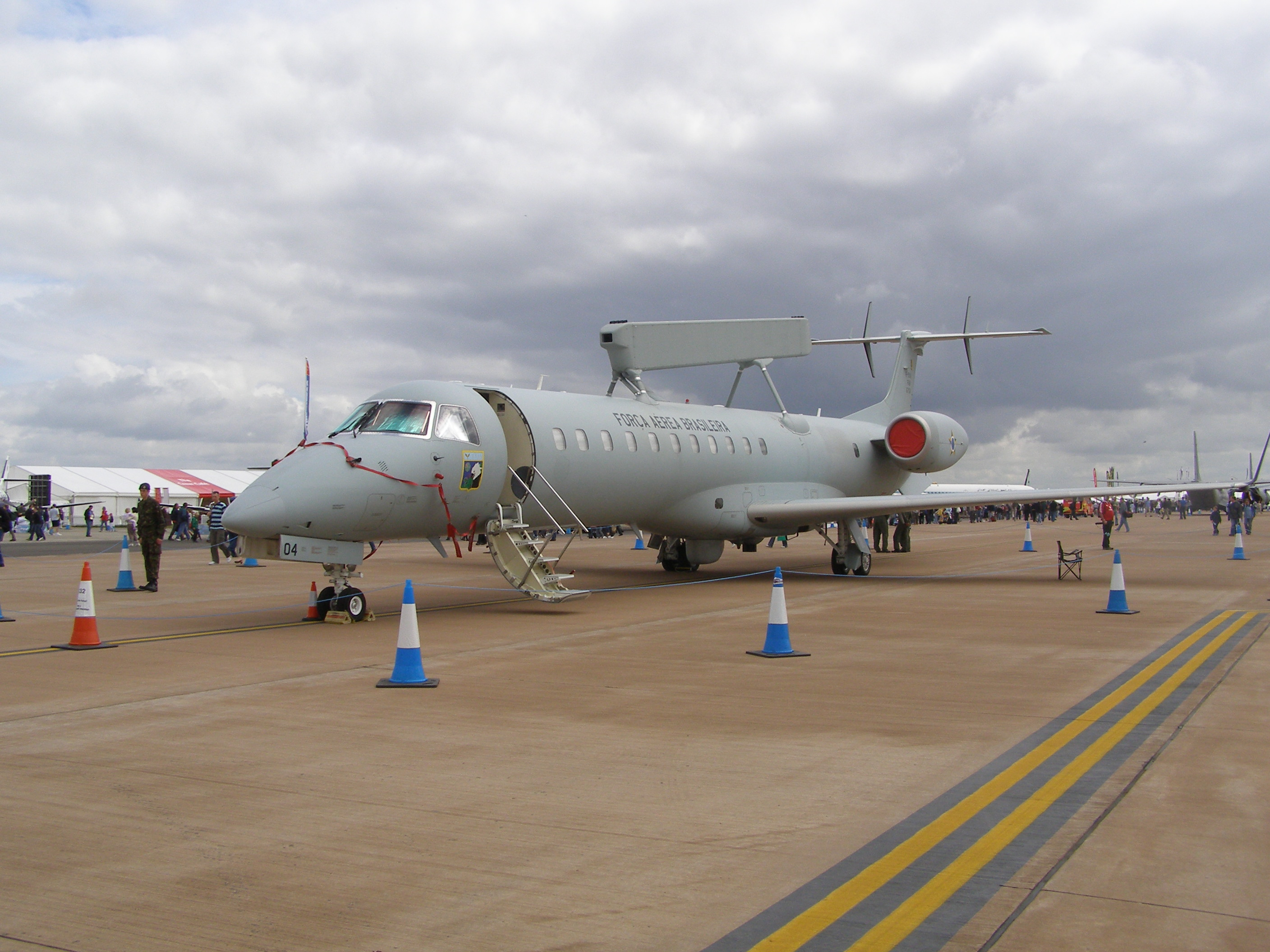
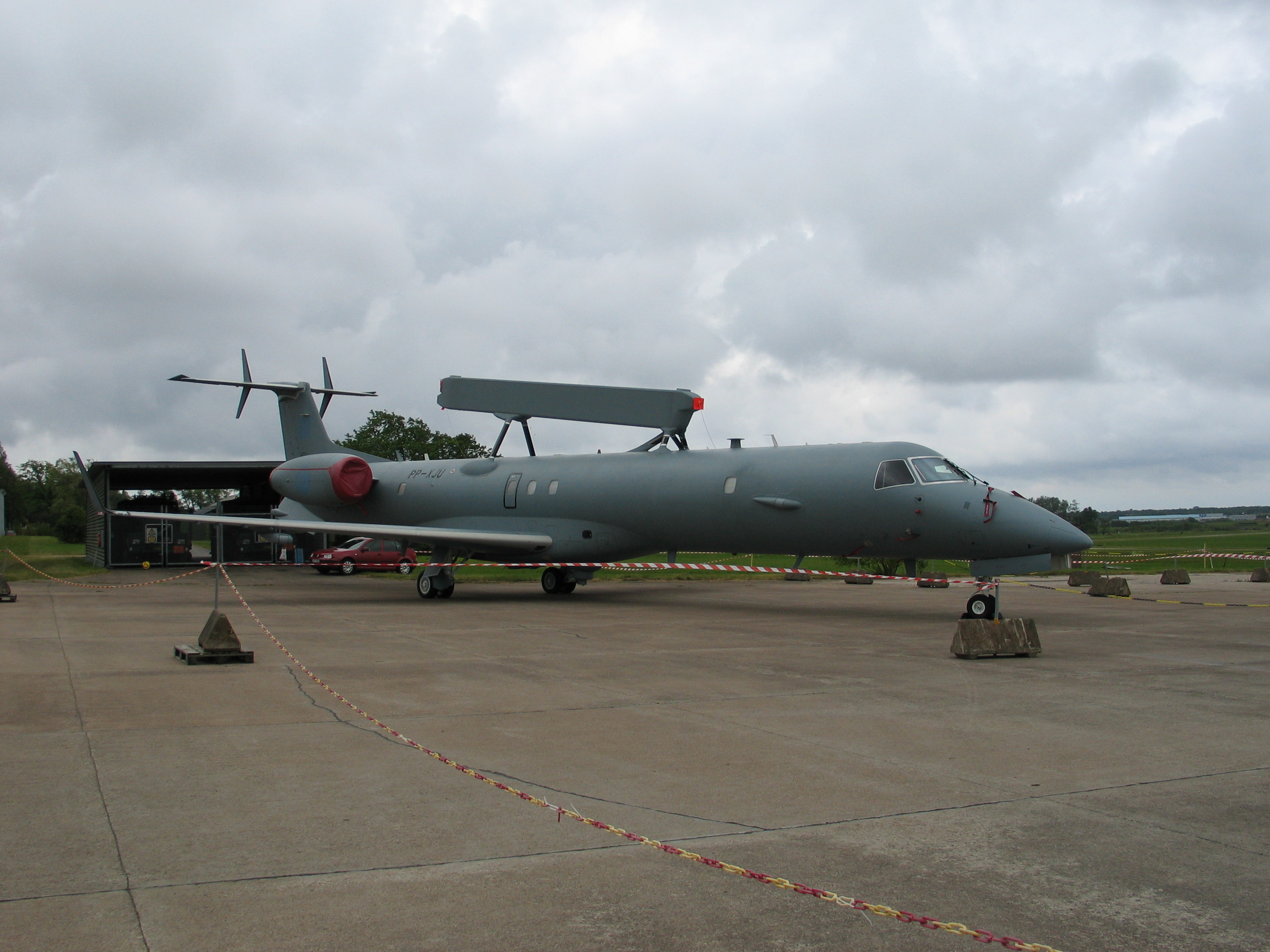